# 長湖村鎮區 (北達科他州伯利縣)
長湖村鎮區（英語：Long Lake Township）是位於美國北達科他州伯利縣的一個鎮區。

## 地方資料
長湖村鎮區的面積為93.33平方千米，當中陸地面積為83.52平方千米，而水域面積為9.81平方千米。根據2010年美國人口普查的數據，當地共有人口103人，而人口密度為每平方千米1.1人。